# Emanuel Novotný
Emanuel Novotný (21. listopadu 1904 Divišov – 11. dubna 1983) byl český vojenský pilot, příslušník 311. československé bombardovací perutě.

## Život

### Před druhou světovou válkou
Emanuel Novotný se narodil 21. listopadu 1904 v Divišově na Benešovsku v rodině benešovského zámečníka. Otec mu brzy zemřel a matka se podruhé vdala. Vychodil měšťanskou školu a vyučil se destilatérem likérů. Prezenční vojenskou službu nastoupil 1. října 1925 a přihlásil se k letectvu. Byl přijat do Vojenského leteckého učiliště v Prostějově a v květnu 1927 kvalifikace polního pilota - letce. Následně byl odeslán do Jugoslávie, kde působil jako pilot hydroplánu určeného k vlečení terčů v Československém leteckém detachementu v černohoském Kumboru při výcviku československých protiletadlových dělostřelců. Zde získal i odznak jugoslávského námořního pilota. Koncem téhož roku odešel od armády k Československým aeroliniím. V roce 1931 se oženil s Marií Chmelařovou, manželům se narodil syn. Po účasti na havárii, při které došlo ke zničení stroje, ale k žádnému zranění, byl z létání stažen a měl u aerolinií dále působit jako mechanik, nakonec ale přešel do funkce zalétávače opravených letadel. K létání s cestujícími se vrátil v roce 1935.

### Druhá světová válka
Po německé okupaci v březnu 1939 odmítl Emanuel Novotný přechod k Lufthanse, v srpnu téhož roku opustil ilegálně Protektorát Čechy a Morava a přes Polsko se přesunul do Francie, kde podepsal vstup do cizinecké legie. Po vypuknutí druhé světové války byl jeho závazek v legii zrušen a Emanuel Novotný začal být přeškolován na francouzskou leteckou techniku. Po pádu Francie v červnu 1940 se evakuoval do Spojeného království. Zde vstoupil do Royal Air Force a byl zařazen do 311. československé bombardovací perutě. Dne 16. října 1940 se na pozici druhého pilota zúčastnil bombardování Brém. Jeho letoun Vickers Wellington Mk.IC L7844 KX-T byl při návratu u Oosterwolde v Nizozemsku sestřelen nočním stíhačem Ludwigem Beckerem, pro kterého to byl první sestřel z celkových čtyřiceti šesti, a který vyšel ze souboje s lehkým zraněním způsobeným zadním střelcem bombardéru. Stroj se zřítil u Oosterwolde v Nizozemsku. Zahynul velitel letounu Bohumil Landa, navigátor Hubert Jarošek, telegrafista Karel Klimt a přední střelec Otto Jirsák. Emanuel Novotný a zadní střelec Augustin Šesták se zachránili na padácích. Po několikadenním útěku byl dopaden a postupně vězněn ve Frankfurtu nad Mohanem, Wiesbadenu, vzajateckém táboře Stalag Luft I v Barthu-Vogelsangu a na hradu Colditz. Během věznění byl odsouzen k trestu smrti za velezradu, vykonání rozsudku bylo ale odloženo do doby po skončení války. Osvobozen byl dne 16. dubna 1945, po návratu do Spojeného království byl opět zařazen do výcviku, ale válka již brzy skončila.

### Po druhé světové válce
Po skončení druhé světové války byl Emanuel Novotný povýšen postupně do hodnosti nadporučíka a po propuštění z armády opět nastoupil u Československých aerolinií, kde se vypracoval do pozice šéfpilota. V říjnu 1950 byl komunistickou mocí ze své funkce odstaven a přeřazen do funkce civilního zaměstnance, k 31. březnu 1951 pak byl propuštěn zcela včetně znehodnocení pilotního průkazu. Nadále se živil jako nekvalifikovaný dělník. Zemřel 11. dubna 1983.

## Ocenění

### Vyznamenání
- 3x Československý válečný kříž 1939
- 2x Československá medaile Za chrabrost před nepřítelem
- Československá medaile za zásluhy I. stupně
- Evropská hvězda leteckých posádek
- Hvězda 1939–1945
- Válečná medaile 1939–1945

### Posmrtná ocenění
- V roce 1991 byl Emanuel Novotný in memoriam povýšen do hodnosti plukovníka